# Elisabeth Grümmer
Elisabeth Grümmer, geborene Elisabeth Schilz (* 31. März 1911 in Niederjeutz, Reichsland Elsaß-Lothringen, Deutsches Kaiserreich; † 6. November 1986 in Warendorf, Nordrhein-Westfalen), war eine deutsche Opernsängerin. Sie gehörte zu den herausragenden deutschsprachigen Sopranistinnen des 20. Jahrhunderts.

## Leben
Elisabeth Grümmer geborene Schilz kam in Niederjeutz (heute Yutz im Département Moselle/Frankreich) zur Welt. Ihr Vater arbeitete als Werkmeister im Ausbesserungswerk der Reichseisenbahnen und war nebenbei ein begeisterter Chorsänger. Als nach dem Ersten Weltkrieg Lothringen gemäß dem Friedensvertrag von Versailles zum 10. Januar 1919 zur Französischen Republik zurückkehrte und ihr Vater seine Position als Bahnbeamter aufgeben sollte, zog die Familie nach Meiningen um. Dort konnte ihr Vater nicht nur seinen Beruf bei der Deutschen Reichsbahn weiter ausüben, sondern wirkte nebenbei im Chor des Meininger Theaters mit und weckte so die Begeisterung seiner Tochter für das Theater.
Ende der 1920er Jahre war Elisabeth Schilz Schauspiel-Elevin an der Hochschule für Schauspielkunst am Meininger Theater und begann dort zuerst als erfolgreiche junge Schauspielerin in klassischen Rollen. Die gründliche Ausbildung zur Schauspielerin kam ihr später bei ihren Bühnenauftritten als Opernstar zugute. Zunächst schien jedoch ihre Künstlerlaufbahn Mitte der 1930er Jahre ein frühes Ende zu nehmen. Sie heiratete den Violinisten und Konzertmeister Detlef Grümmer und zog sich als Mutter einer Tochter ins Familienleben zurück.
Als ihr Mann ein Engagement als Kapellmeister am Theater Aachen erhielt und sie sich in der neuen Umgebung zurechtfinden musste, wuchs in ihr der Wunsch, die unterbrochene Künstlerkarriere wieder aufzunehmen. Sie nahm Gesangsunterricht und wurde Anfang der 1940er Jahre durch Herbert von Karajan, der damals als Generalmusikdirektor in Aachen tätig war, als Sängerin neu entdeckt. 1941 ermöglichte er ihr überraschend den Auftritt in einer Parsifal-Aufführung als Blumenmädchen. Elisabeth Grümmer nutzte die Chance in überzeugender Weise und von nun an ging es mit ihrer Gesangskarriere trotz der Wirren des Zweiten Weltkriegs rasch aufwärts. Ein Engagement in Duisburg 1942 endete nach kurzer Zeit, als das Theater durch Bombenangriffe zerstört wurde. Danach folgte bis 1944 ein kurzes Engagement in Prag. 1944 traf sie ihr größter persönlicher Schicksalsschlag, als die Wohnung der Familie in Aachen durch einen Bombenvolltreffer vollständig zerstört wurde und dabei ihr Ehemann umkam. Detlef Grümmer war die große Liebe ihres Lebens. In seinem Gedenken wollte sie ihre Künstlerkarriere erfolgreich fortsetzen, ihre gemeinsame Tochter großziehen und keine zweite Ehe mehr eingehen. 
Nach dem Krieg suchte Elisabeth Grümmer in Berlin den Neuanfang. 1946 wurde sie Ensemblemitglied der Städtischen Oper Berlin (heute Deutsche Oper Berlin) und entwickelte sich dort zur herausragenden, international anerkannten Sängerin. Gefeierte Auftritte im Ausland hatte sie schon 1951 in Covent Garden als Eva in Wagners Meistersingern oder 1953 und 1954 als Donna Anna in Mozarts Don Giovanni bei den Salzburger Festspielen unter Wilhelm Furtwängler. 1951 erhielt sie den ersten Deutschen Kritikerpreis in der Sparte Musik. Während der 1950er Jahre avancierte sie vor allem mit den lyrischen Sopranrollen der deutschen Oper zum Opernstar. Sie galt als ideale Besetzung der Agathe in Webers Freischütz, sang die Pamina in der Zauberflöte und viele Wagner- und Strauss-Partien. Obwohl sie 1957 in ihr neu errichtetes Haus nach Alsbach an der Bergstraße einzog, behielt sie ihre Wohnung in Berlin-Schlachtensee. West-Berlin blieb während der 1950er und 1960er Jahre ihr Lebensmittelpunkt, von dem aus sie Konzert- und Gastspielreisen in die führenden Opernhäuser und Konzertsäle unternahm. Unter anderem gastierte sie in Buenos Aires, Hamburg, London, Mailand, München, New York, Paris, Salzburg, Wien und ab 1957 acht Jahre hintereinander anlässlich der Richard-Wagner-Festspiele in Bayreuth. Ihre großen Rollen in Bayreuth waren die Eva in den Meistersingern, die Elsa in Lohengrin und die Freia und Gutrune im Ring des Nibelungen.
Elisabeth Grümmer war auch als Liedersängerin sehr erfolgreich. In ihren Programmen wählte sie eine ideale Mischung aus klassischen und weniger populären Werken der Liedkunst. Ihre Liederabende waren künstlerische Erlebnisse von hohem Rang, ebenso ihre Arien in den Passionen Johann Sebastian Bachs und ihr Sopransolo in Ein deutsches Requiem von Johannes Brahms. 
1965 erhielt sie eine Professur an der Musikhochschule (heute Fakultät Musik an der Universität der Künste Berlin) und übernahm Mitte der 1970er Jahre eine Professur in Paris. Ihre Abschiedsvorstellung auf der Opernbühne gab sie am 1. Januar 1972 in Berlin als Marschallin im Rosenkavalier, in dem sie früher oftmals auch den Oktavian gesungen hatte. Von 1977 bis zu ihrem Tod war sie Vorsitzende der Gesellschaft der Freunde der Staatlichen Hochschule für Musik und darstellende Kunst in Berlin e. V. (heute Paul-Hindemith-Gesellschaft in Berlin e. V.). Elisabeth Grümmer wurde 1986 Ehrenmitglied der Deutschen Oper Berlin. Sie litt zu dieser Zeit schon länger an einer Krebserkrankung und lebte unter der Obhut ihrer Tochter zurückgezogen auf dem Reiterhof Schulte-Zurmussen in der Nähe von Warendorf. Elisabeth Grümmer verstarb 1986 in Warendorf in Nordrhein-Westfalen und wurde im benachbarten Everswinkel beigesetzt.

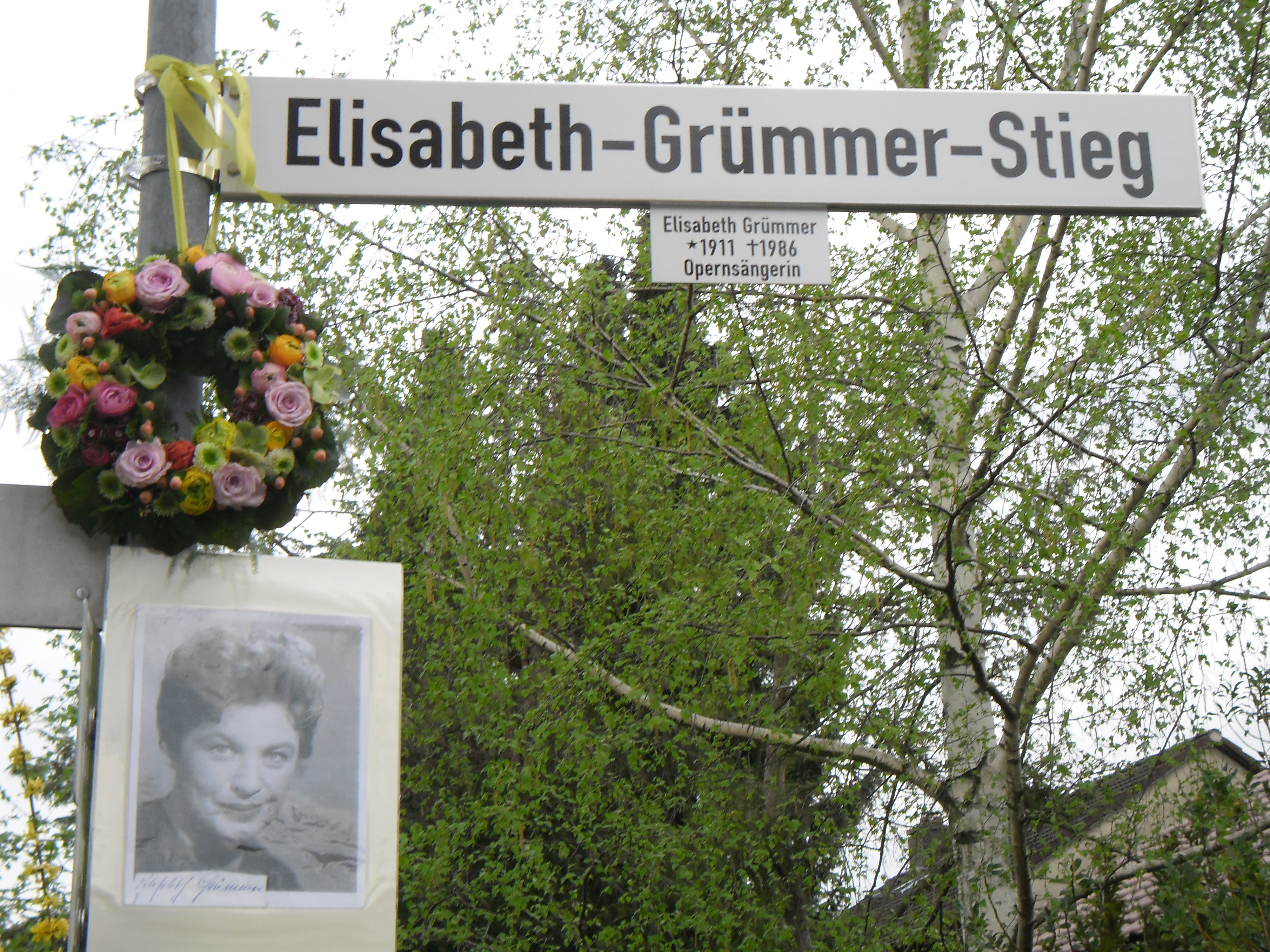
Straßenschild Elisabeth-Grümmer-Stieg in Alsbach-Hähnlein am Tag der Einweihung

 Zu ihren Ehren wurde in Alsbach-Hähnlein durch den Verkehrs- und Verschönerungsverein Alsbach am 4. April 2014 gegenüber ihrem Wohnhaus ein Treppenweg zwischen Weinbergstraße und Hochstraße Elisabeth-Grümmer-Stieg benannt.

## Diskografie (Auswahl)

### Opern
- Der Rosenkavalier von Richard Strauss, Dirigent Wilhelm Schüchter, EMICLASSICS 8264302 CD-Album (2000)
- Der Freischütz von Carl Maria von Weber, Dirigent Wilhelm Furtwängler, EMICLASSICS 5674192 2CD-Album (2000)
- Lohengrin von Richard Wagner, Dirigent Rudolf Kempe, EMICLASSICS 567415 3CD-Album
- Hänsel und Gretel von Engelbert Humperdinck, Dirigent Herbert von Karajan, EMICLASSICS 5670612 2CD-Album (1999)
- Don Giovanni von Wolfgang Amadeus Mozart, Dirigent Wilhelm Furtwängler, EMICLASSICS 7638602 3CD-Album (1991)
- Die Hochzeit des Figaro von Wolfgang Amadeus Mozart, RELIEF B0001M64VQ 2CD-Album (2004)
- Tannhäuser von Richard Wagner, Dirigent Franz Konwitschny, EMI Classics, 0777 7 63215 2 3

### Geistliche Musik
- Matthäus-Passion BWV 244 von Johann Sebastian Bach, Dirigent Wilhelm Furtwängler, EMIClassics 5655092 2CD-Album (1995)
- Johannes-Passion BWV 245 von Johann Sebastian Bach, Dirigent Karl Forster, EMIClassics 7642342 2CD-Album (1992)
- Kantaten – Cantatas von Johann Sebastian Bach, Dirigent Kurt Thomas, BERLINClassics B000024WMM CD (1996)
- Bach Made in Germany Vol. II Kantaten, Motetten, Weihnachtsoratorium, Dirigent Kurt Thomas, BERLINClassics B000031W6B 8CD-Album (1999)
- Ein deutsches Requiem Op. 45 von Johannes Brahms, Dirigent Rudolf Kempe, EMI 7 64705 2 (aufgenommen 1955)

### Lieder
- Elisabeth Grümmer, Lieder von Schubert, Brahms, Grieg und Verdi, musikalische Leitung Hugo Diez und Richard Kraus, Testament B000003XJQ (1996)
- Elisabeth Grümmer, Liederabend, Lieder von Mendelssohn, Schumann, Schoeck, Wolf, Orfeo 506001B CD (2000)
- Recital 1970, Lieder von Beethoven, Brahms, Mozart, Reger, Schubert, Schumann, Strauss, Wolf, Dirigent Richard Kraus, Gala B000028CLY 2CD-Album (2001)